# Донцов, Александр Михайлович
Алекса́ндр Миха́йлович Донцо́в (26 июля 1924, Малиново, Коченёвский район, Новосибирская область — 30 декабря 2003) — советский футболист, защитник. Мастер спорта СССР (1952), полковник милиции.

## Биография
Играл в детских командах г. Канска (1937—1938). С 1940 — в «Динамо» Фрунзе, Киргизская ССР. Участник Великой Отечественной войны (август 1942 — январь 1944). Курсант Второго Туркестанского пулеметного училища, командир пулеметного взвода. В 1942 году под Киевом получил в ранение в левую руку.
Выступал за сборную Киргизской ССР (1941, 1946, был капитаном), сборную Киргизского пограничного округа (1944).
В чемпионате СССР играл за ленинградские «Динамо» (1948—1953, 136 игр, 2 гола) и «Трудовые резервы» (1954, 23 игры).
Работал в органах НКВД-МВД (февраль 1944 — январь 1954; сентябрь 1955 — сентябрь 1985).
Окончил Ленинградский юридический институт (1946—1950). Аспирант Ленинградского университета (1955). Кандидат юридических наук (1971), доцент кафедры уголовного права, процесса, криминалистики и ИТП[уточнить] (1976). Полковник милиции.
Инвалид Великой Отечественной войны первой группы (1993).
Погребен на кладбище пос. Елизаветино Гатчинского района Ленинградской области.

## Награды
- Орден Отечественной войны (1947, 1985)
- Медали:
  - «За победу над Германией в Великой Отечественной войне 1941—1945 гг.» (1945)
  - «За боевые заслуги» (1947)
  - «За безупречную службу I ст.» (1973)
  - «Ветеран труда» (1984)
  - Медаль Жукова (1996)
  - десять юбилейных медалей.

- Нагрудный знак Отличник милиции (1972)
- Памятный знак Академии МВД СССР (1984)

- Грамота РФС (1997)